# Beatmania GB
Beatmania GB es uno de los derivados videojuegos musicales dirigidos a la consola portátil de Nintendo Game Boy Color. Fue lanzado en marzo de 1999 y cuenta con un total de 20 canciones. Diez de ellos provenientes de beatmania, beatmania APPEND YebisuMIX y beatmania 2ndMIX. Los diez restantes son canciones originales y exclusivas del juego. Es uno de los pocos videojuegos que no fue desarrollado por Bemani.

## Menú del juego
- Arcade: Como modo normal, el jugador tiene dos opciones: Normal y Expert. Similares a las versiones arcade. 4 y 5 canciones por ronda.
- GB-Mix: El jugador juega canciones sin detenerse. En este modo solo se encuentran las canciones exclusivas del videojuego.
- Free: El jugador prueba canciones con la opción de ponerle modificaciones. No hay límite de canciones, y puede servir como práctica.
- Versus: Dos jugadores compiten entre ellos para obtener la puntuación más alta en una ronda. Modo accesible solo por medio de Game Link Cable.
- Option: Para hacer modificaciones en el modo de juego.
- Password: Cada vez que el jugador complete una ronda, se le dará una palabra clave el cual puede ingresar en esta opción. Cada contraseña desbloquea un cierto número de canciones para ser jugados en Free mode.[5]

## Lista de canciones
Las siguientes tablas muestran las canciones introducidas en el juego:
| Nombre                       | Género               | BPM                  |                      |                      |                      |
| Originales de Konami         | Originales de Konami | Originales de Konami | Originales de Konami | Originales de Konami | Originales de Konami |
| ---------------------------- | -------------------- | -------------------- | -------------------- | -------------------- | -------------------- |
| 2 gorgeous 4U                | BREAK-BTS            | 150                  |                      |                      |                      |
| Cat Song ～Theme of UPA      | FUNK                 | 127                  |                      |                      |                      |
| OVERDOSER (romo mix)         | TECHNO               | 132                  |                      |                      |                      |
| Believe again                | J-DANCE POP          | 130                  |                      |                      |                      |
| PAPAYAPA BOSSA               | BOSSA GROOVE         | 143                  |                      |                      |                      |
| Salamander Beat Crush mix    | KONAMIX              | 134                  |                      |                      |                      |
| OVERDOSER (Driving Dub mix)  | MINIMAL TECHNO       | 133                  |                      |                      |                      |
| Canciones ocultas            |                      |                      |                      |                      |                      |
| DJ BATTLE                    | DJ BATTLE            | 93                   |                      |                      |                      |
| METALGEAR SOLID ～Main Theme | BIGBEAT MIX          | 140                  |                      |                      |                      |
| LUV TO ME                    | EUROBEAT             | 154                  |                      |                      |                      |
| Canciones originales         |                      |                      |                      |                      |                      |
| It's your funky life!        | REGGAE               | 60                   |                      |                      |                      |
| Kiiroi Kabin                 | JAZZ                 | 128                  |                      |                      |                      |
| Theme of RAKUGAKIDS          | RAKUGAKIDS           | 140                  |                      |                      |                      |
| Feel the Beat!               | LATIN                | 110                  |                      |                      |                      |
| Amadeus Mania                | CLASSIC 1            | 120                  |                      |                      |                      |
| The Nutcracker Suite         | CLASSIC 2            | 140                  |                      |                      |                      |
| Cow Boy Star                 | COUNTRY              | 140                  |                      |                      |                      |
| Canciones ocultas            |                      |                      |                      |                      |                      |
| MIRROR BALL                  | DISCO                | 140                  |                      |                      |                      |
| Okkasan no Uta               | E.N.K.               | 93                   |                      |                      |                      |
| Suites No.3 Air              | CLASSIC 3            | 68                   |                      |                      |                      |